# اروین شیدلر
اروین شیدلر (انگلیسی: Erwin Schädler; ۸ آوریل ۱۹۱۷ – 1991) بازیکن فوتبال اهل آلمان بود.
از باشگاه‌هایی که در آن بازی کرده‌است می‌توان به باشگاه فوتبال آینتراخت فرانکفورت اشاره کرد.
وی همچنین در تیم ملی فوتبال آلمان بازی کرده‌است.